# Накадори
Накадори (яп. 中通り Накадори) — область, занимающая центральную часть японской префектуры Фукусима. Одна из трёх областей префектуры Фукусима, включая Хамадори на востоке и Айдзу на западе. По оценкам на 1 апреля 2017 года, население составляет 1 160 518 человек, площадь 5392,95 км ², плотность 215,19 человек/км². 
Основными городами области являются Корияма и столица префектуры город Фукусима.